# Alphonso Davies
Pour les articles homonymes, voir Davies.
Alphonso Boyle Davies, né le 2 novembre 2000 à Buduburam au Ghana, est un joueur international canadien de football. Il joue au poste d'ailier gauche ou de latéral gauche au Bayern Munich. 
Il commence d’abord en tant qu’ailier puis descend sur le terrain pour devenir latéral au Bayern où sont habilitées techniques et ses capacités de percussion et de vitesse sont reconnues, cependant avec le Canada il continue à occuper un poste plus offensifs en étant régulièrement aligné sur l’aile de l’attaque. 
Plus jeune buteur de l'histoire de la sélection canadienne, il est, en 2020 avec le Bayern Munich, le premier Canadien à remporter la Ligue des champions.

## Biographie

### Jeunesse
Né dans une famille de réfugiés libériens, Alphonso Davies arrive au Canada avec sa famille à l'âge de cinq ans. Il a commencé à jouer pour les équipes nationales juvéniles de Soccer Canada, à l'âge de 13 ans. Après avoir joué au sein de plusieurs équipes d'Edmonton, il rejoint en 2015 le centre de formation des Whitecaps de Vancouver.

### Débuts professionnels aux Whitecaps de Vancouver (2016-2018)
Début 2016, après avoir participé aux matches de pré-saison, Alphonso Davies devient membre du Whitecaps FC 2, l'équipe réserve des Whitecaps de Vancouver. En mai 2016, Alphonso Davies est devenu le buteur le plus jeune dans la USL en marquant un but contre le LA Galaxy II.
Pendant le championnat canadien 2016, Alphonso Davies était promu à l'équipe principale des Whitecaps sous contrat bref. Son début pour l'équipe principale était pendant le match contre le Fury d'Ottawa. Le 15 juillet 2016, Alphonso Davies est devenu formellement un membre de l'équipe principale des Whitecaps. En septembre 2016, il est devenu le deuxième plus jeune débutant d'une équipe de la MLS.

### Départ pour le Bayern Munich (depuis 2019)

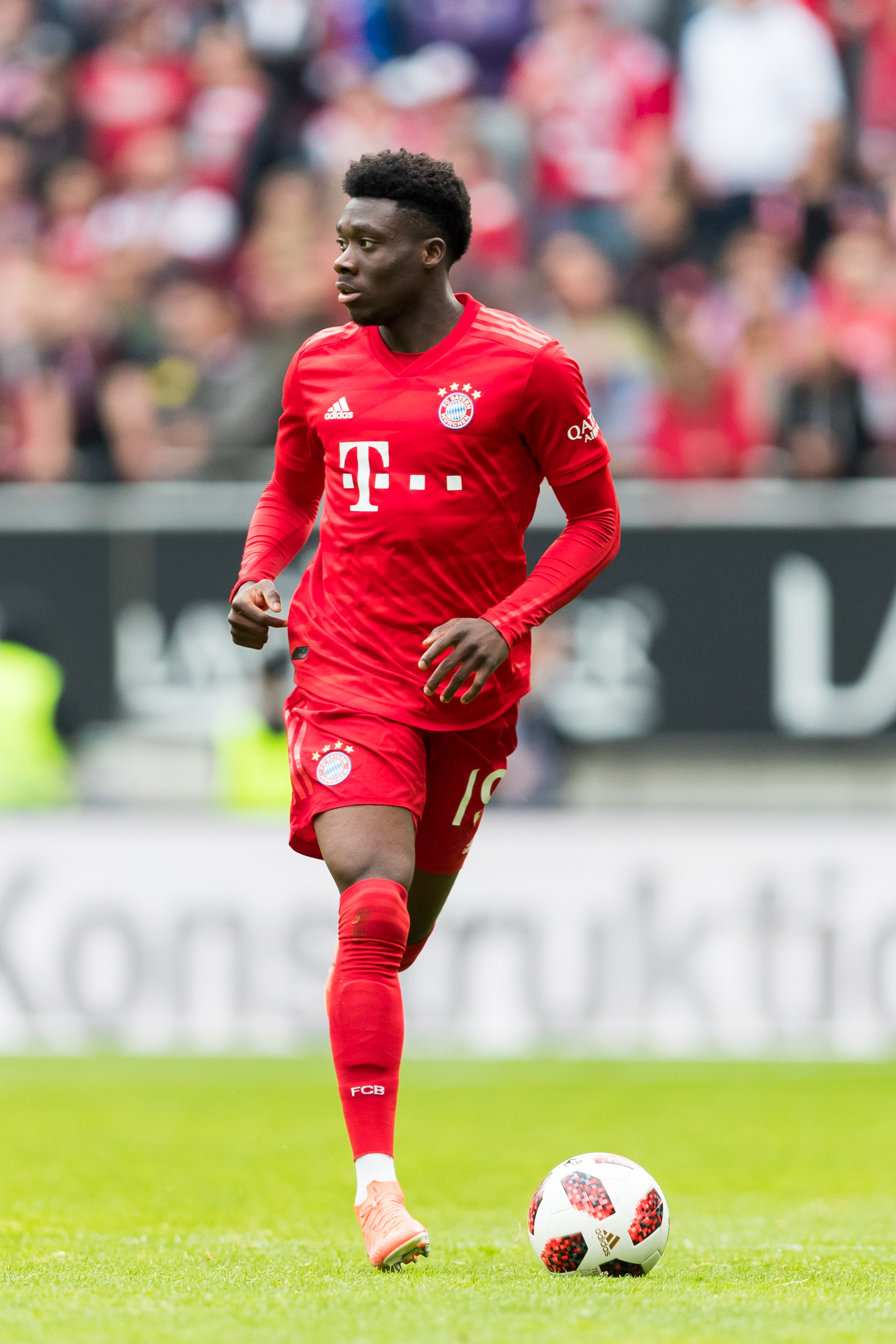
Alphonso Davies sous les couleurs du Bayern Munich en avril 2019 contre le 1. FC Kaiserslautern.

Le 25 juillet 2018, la franchise de Vancouver annonce qu'elle a accepté une offre du Bayern Munich, cependant il rejoindra le club bavarois le 1er janvier 2019 car il n'a pas encore 18 ans,. Le transfert est estimé à 13,5 millions de dollars, plus 8,5 millions de dollars de bonus.
Alphonso Davies dispute son premier match en Bundesliga avec le Bayern Munich, le 27 janvier 2019 contre le VfB Stuttgart en remplaçant Kingsley Coman à la 86e minute, lors d'une victoire de 4-1. Il inscrit son premier but pour le Bayern Munich le 17 mars 2019, inscrivant le but final lors d'une victoire de 6-0 contre Mayence 05. Il est à 18 ans, 4 mois et 15 jours le plus jeune buteur de l'histoire du club, depuis Roque Santa Cruz, vingt ans auparavant, à marquer pour le club. Il est le premier canadien à marquer pour le Bayern Munich. Le 20 avril 2020, Alphonso Davies prolonge son contrat avec le Bayern jusqu'en 2025. Le 23 août 2020, il remporte la Ligue des champions de l'UEFA à seulement dix-neuf ans devenant le premier Canadien à remporter la compétition.
Davies commence la saison 2020-2021 en concurrence avec Lucas Hernandez au poste d'arrière gauche. Toutefois, le 24 octobre 2020, alors qu'il est titularisé lors de la victoire du Bayern face à l'Eintracht Francfort (5-0) en championnat, il sort sur blessure au bout de trois minutes de jeu, touché à la cheville droite. Son absence est estimée entre six et huit semaines.
Davies termine troisième pour le prix du Golden Boy en 2020, derrière Erling Haaland et Ansu Fati.
Le 8 mai 2024, Davies inscrit son premier but en Ligue des champions, lors de la demi-finale retour face au Real Madrid. Malgré son but il ne permet pas à son équipe de s'imposer (défaite 2-1 score final),.

### Carrière internationale

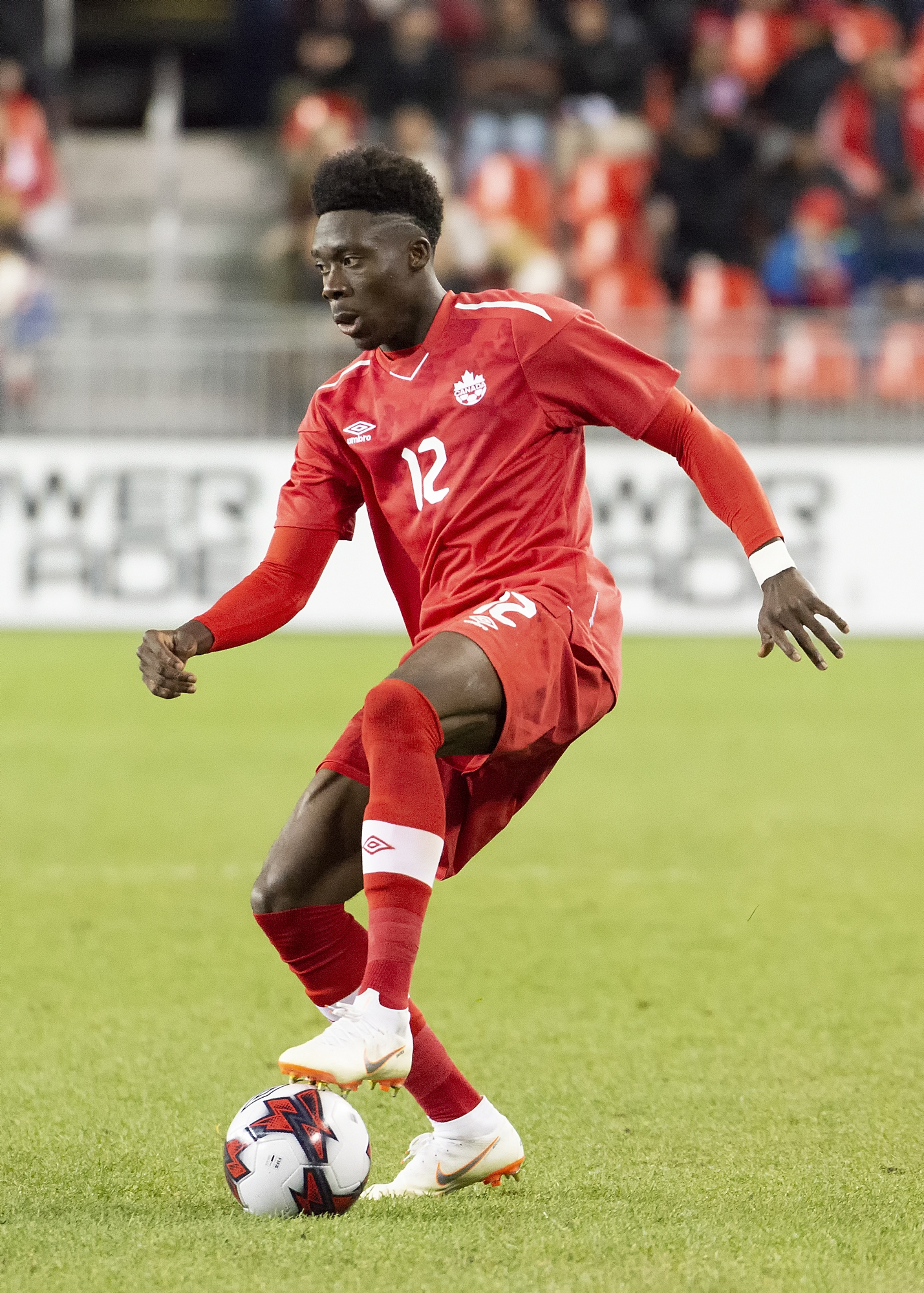
Alphonso Davies avec le Canada en octobre 2018.

Alphonso Davies est appelé par le sélectionneur national, Octavio Zambrano, pour la première fois immédiatement après être devenu citoyen canadien. Il est convoqué pour la première fois en équipe du Canada pour un match amical contre le Curaçao le 13 juin 2017. Lors de ce match, il entre à la 53e minute de la rencontre, à la place de Raheem Edwards, et devient alors le plus jeune joueur canadien à devenir international. Le match se solde par une victoire 2-1 des Canadiens.
Puis, le 27 juin 2017, il fait partie des 23 appelés par le sélectionneur national Octavio Zambrano pour la Gold Cup 2017. Alphonso Davies finit meilleur buteur de la compétition avec trois buts. Il marque un doublé face à la Guyane et un but contre le Costa Rica lors du premier et deuxième match des phases de groupes. Le Canada tombe contre la Jamaïque lors des quarts de finale et les élimine définitivement de la compétition.
Le 9 septembre 2018, lors des éliminatoires de la Gold Cup 2019, il délivre ses deux premières passes décisives avec le Canada, contre les îles Vierges des États-Unis. Les Canadiens s'imposent sur le très large score de huit buts à zéro. Puis le 16 octobre 2018, face à la Dominique lors du deuxième match des éliminatoires de la Gold Cup 2019, il délivre également deux passes décisives (victoire 5-0).
Par la suite, en 2019, il dispute pour la deuxième fois la Gold Cup. Lors du premier match, il donne une passe décisive face à la Martinique (4-0) puis lors du troisième match de poule contre Cuba (7-0), il donne une passe décisive. Le Canada perd en face à Haïti (2-3) où Alphonso Davies a délivré sa troisième passe décisive. Lors de cette compétition, il joue quatre matchs et délivre trois passes décisives.
Le 10 septembre 2019, lors de la Ligue des nations de la CONCACAF, il inscrit son quatrième but en sélection, et l'unique but de la rencontre, face à Cuba (0-1). Puis le 15 octobre 2019, il inscrit le premier but contre les États-Unis, lors d'une victoire historique de 2-0 qui a mis fin à une disette de 34 ans sans victoire contre les Américains.
Le 1er juillet 2021, il est retenu dans la liste des vingt-trois joueurs canadiens sélectionnés par John Herdman pour disputer la Gold Cup 2021. Il déclare forfait le 9 juillet après s'être blessé à l'entraînement.
Le 13 novembre 2022, il est sélectionné par John Herdman pour participer à la Coupe du monde 2022. Il a l'occasion de marquer le premier but de l'histoire du Canada à cette compétition puisqu'il s'est fait offrir un tir de punition dans les premières minutes du match contre la Belgique. Cependant, le gardien belge Thibaut Courtois a fait l'arrêt à ce moment important de la rencontre. Le Canada a finalement perdu ce match 1-0.   Le 27 novembre suivant, à l'occasion d'un match contre la Croatie, comptant pour la deuxième journée de la phase de groupes, Alphonso Davies inscrit le premier but de l'histoire du Canada en phase finale d'une Coupe du monde. Il ne peut toutefois pas empêcher la défaite de son équipe ce jour-là, qui est battue par quatre buts à un. Considéré comme un potentiel outsider du tournoi, le Canada de Davies sort toutefois de la compétition dès la phase de groupe avec un bilan de trois défaites en trois matchs.
Le 4 février 2025, Davies s'entend avec Bayern afin de prolonger son contrat en Allemagne jusqu'en 2030.

## Vie privée
Alphonso Davies était en couple avec la joueuse de soccer Jordyn Huitema depuis le 20 avril 2017. Ils se sont rencontrés à l'académie des  Whitecaps de Vancouver. Le 23 mai 2022, il annonce leur séparation.

## Style de jeu
Son aisance technique et sa rapidité en font un très bon joueur d’attaque dans le couloir gauche. Pouvant jouer sur l’aile gauche mais aussi de temps en temps à droite, il peut dézoner pour dribbler et ainsi marquer de loin, ou alors donner une offrande à un coéquipier.
Capable d'occuper tous les postes du couloir gauche il est régulièrement utilisé comme latéral gauche au Bayern Munich.

## Statistiques

### Statistiques détaillées
| Saison                | Club                   | Championnat           | Championnat | Championnat | Championnat | Coupe(s) nationale(s) | Coupe(s) nationale(s) | Coupe(s) nationale(s) | Supercoupe | Supercoupe | Supercoupe | Compétition(s) continentale(s) | Compétition(s) continentale(s) | Compétition(s) continentale(s) | Compétition(s) continentale(s) | Autres compétitions | Autres compétitions | Autres compétitions | Autres compétitions | Canada | Canada | Canada | Total | Total | Total |
| Saison                | Club                   | Division              | M.          | B.          | P.d.        | M.                    | B.                    | P.d.                  | M.         | B.         | P.d.       | Comp.                          | M.                             | B.                             | P.d.                           | Comp.               | M.                  | B.                  | P.d.                | M.     | B.     | P.d.   | M.    | B.    | P.d.  |
| 2016                  | Whitecaps 2            | USL                   | 11          | 2           | 0           | -                     | -                     | -                     | -          | -          | -          | -                              | -                              | -                              | -                              | -                   | -                   | -                   | -                   | -      | -      | -      | 11    | 2     | 0     |
| 2016                  | Whitecaps de Vancouver | MLS                   | 8           | 0           | 1           | 4                     | 0                     | 0                     | -          | -          | -          | LCC                            | 3                              | 1                              | 1                              | -                   | -                   | -                   | -                   | -      | -      | -      | 15    | 1     | 2     |
| 2017                  | Whitecaps de Vancouver | MLS                   | 26          | 0           | 1           | 2                     | 2                     | 1                     | -          | -          | -          | LCC                            | 4                              | 1                              | 0                              | SE                  | 1                   | 0                   | 0                   | 6      | 3      | 0      | 39    | 6     | 2     |
| 2018                  | Whitecaps de Vancouver | MLS                   | 31          | 8           | 10          | 2                     | 0                     | 0                     | -          | -          | -          | -                              | -                              | -                              | -                              | -                   | -                   | -                   | -                   | 3      | 0      | 4      | 36    | 8     | 14    |
| Sous-total            | Sous-total             | Sous-total            | 65          | 8           | 12          | 8                     | 2                     | 1                     | -          | -          | -          | -                              | 7                              | 2                              | 1                              | -                   | 1                   | 0                   | 0                   | 9      | 3      | 4      | 90    | 15    | 18    |
| 2018-2019             | Bayern Munich          | Bundesliga            | 6           | 1           | 0           | 0                     | 0                     | 0                     | -          | -          | -          | C1                             | 0                              | 0                              | 0                              | -                   | -                   | -                   | -                   | 4      | 0      | 3      | 10    | 1     | 3     |
| 2019-2020             | Bayern Munich          | Bundesliga            | 29          | 3           | 5           | 4                     | 0                     | 2                     | 1          | 0          | 0          | C1                             | 8                              | 0                              | 3                              | -                   | -                   | -                   | -                   | 4      | 2      | 0      | 46    | 5     | 10    |
| 2020-2021             | Bayern Munich          | Bundesliga            | 23          | 1           | 1           | 2                     | 0                     | 0                     | 1          | 0          | 1          | C1                             | 6                              | 0                              | 0                              | SC+CDM              | 1+2                 | 0                   | 0                   | 6      | 4      | 5      | 41    | 5     | 7     |
| 2021-2022             | Bayern Munich          | Bundesliga            | 22          | 0           | 4           | 1                     | 0                     | 0                     | 1          | 0          | 0          | C1                             | 7                              | 0                              | 2                              | -                   | -                   | -                   | -                   | 9      | 3      | 3      | 40    | 3     | 9     |
| 2022-2023             | Bayern Munich          | Bundesliga            | 27          | 1           | 4           | 2                     | 2                     | 1                     | 1          | 0          | 0          | C1                             | 9                              | 0                              | 2                              | -                   | -                   | -                   | -                   | 9      | 2      | 1      | 48    | 5     | 8     |
| 2023-2024             | Bayern Munich          | Bundesliga            | 30          | 3           | 5           | 2                     | 0                     | 0                     | 1          | 0          | 0          | C1                             | 10                             | 1                              | 0                              | -                   | -                   | -                   | -                   | 12     | 1      | 1      | 55    | 5     | 6     |
| 2024-2025             | Bayern Munich          | Bundesliga            | 19          | 1           | 4           | 3                     | 0                     | 1                     | -          | -          | -          | C1                             | 9                              | 2                              | 1                              | -                   | -                   | -                   | -                   | 5      | 0      | 0      | 36    | 3     | 6     |
| Sous-total            | Sous-total             | Sous-total            | 156         | 10          | 23          | 14                    | 2                     | 4                     | 5          | 0          | 1          | -                              | 48                             | 3                              | 8                              | -                   | 3                   | 0                   | 0                   | 49     | 12     | 13     | 275   | 27    | 49    |
| Total sur la carrière | Total sur la carrière  | Total sur la carrière | 232         | 20          | 35          | 22                    | 4                     | 5                     | 5          | 0          | 1          | -                              | 56                             | 5                              | 9                              | -                   | 4                   | 0                   | 0                   | 58     | 15     | 17     | 377   | 44    | 67    |

## Palmarès
| Bayern Munich (14) |
| --- |
| - Championnat d’Allemagne (6) : - Champion : 2019, 2020, 2021, 2022, 2023 et 2025 - Coupe d'Allemagne (2) : - Vainqueur : 2019 et 2020 - Supercoupe d'Allemagne (3) : - Vainqueur : 2020, 2021 et 2022 - Finaliste : 2019 et 2023 - Ligue des champions (1) : - Vainqueur : 2020 - Supercoupe de l'UEFA (1) : - Vainqueur : 2020 - Coupe du monde des clubs (1) : - Vainqueur : 2020 |

### Distinctions individuelles
- Soulier d'or lors de la Gold Cup 2017[41].
- Prix du meilleur jeune joueur de la Gold Cup 2017[41].
- Sélectionné dans le Meilleur XI de la Gold Cup 2017[41].
- Joueur canadien de l'année en 2018[42], 2020[43], 2021[44]et 2022.
- Joueur de l'année des Whitecaps de Vancouver en 2018.
- Joueur du mois de mai 2020 du Bayern Munich[45].
- Rookie of the month du Championnat d'Allemagne de football en mai 2020[46].
- Rookie of the year du Championnat d'Allemagne de football en 2020[46],[47].
- Nommé dans l'équipe type de la FIFA FIFPro World11 en 2020.
- Nommé dans l'équipe type de l'année UEFA en 2020.
- Trophée Lou Marsh en 2020[48].

### Records personnels
- Plus jeune buteur canadien de Bundesliga (dix-huit ans, quatre mois et quinze jours).
- Plus jeune buteur de la sélection du Canada (seize ans, huit mois et six jours).
- Plus jeune buteur de la sélection du Canada en Gold Cup (seize ans, huit mois et six jours).
- Plus jeune joueur de l'histoire de la United Soccer League, la deuxième division nord-américaine (quinze ans)[49].
- Premier joueur né au XXIè siècle à disputer une rencontre de MLS (à l'âge de quinze ans et huit mois)[50].